# Monika Tarska
Monika Elżbieta Tarska – polska prawnik, doktor habilitowany nauk prawnych, profesor nadzwyczajny Instytutu Nauk Prawnych PAN.

## Życiorys
W 1997 ukończyła studia na Wydziale Prawa, Prawa Kanonicznego i Administracji Katolickiego Uniwersytetu Lubelskiego, natomiast 13 grudnia 2002 obroniła pracę doktorską Charakter prawny spółki z ograniczoną odpowiedzialnością, 28 czerwca 2013 habilitowała się na podstawie pracy zatytułowanej Zakres swobody umów w spółkach handlowych.
Została zatrudniona na stanowisku adiunkta w Katedrze Prawa Handlowego na Wydziale Prawa Europejskiej Wyższej Szkole Prawa i Administracji w Warszawie, oraz w Katedrze Prawa Gospodarczego Prywatnego na Wydziale Prawa i Administracji Uniwersytetu Kardynała Stefana Wyszyńskiego.
Objęła funkcję profesora nadzwyczajnego w Instytucie Nauk Prawnych Polskiej Akademii Nauk.

## Publikacje
- 1998: Kapitał zakładowy w procesie tworzenia spółki z o.o[1]
- 2007: Jak zmieniono przepisy ustawy o Krajowym Rejestrze Sądowym ważne dla przedsiębiorców[1]
- 2008: Dane niedopuszczalne w Krajowym Rejestrze Sądowym[1]
- 2010: Istota spółki z o.o[1]